# 吉田文三郎
吉田 文三郎（よしだ ぶんざろう）は、人形浄瑠璃の人形遣い。代々墓所は大阪市中央区法善寺にある。

## 初代
（生年不詳 - 宝暦10年1月19日（1760年3月6日））浄瑠璃作者としても著名で初代吉田冠子の名を名乗った。
大坂の生まれ、父は吉田流の元祖の初代吉田三郎兵衛。幼名を八之助。幼少から父を陶酔し1717年に「国性爺後日合戦」の錦舎役で初舞台を踏む。
三人遣いの発案者とされ「蘆屋道満大内鑑」の安倍保名「仮名手本忠臣蔵」の由良助「義経千本桜」の狐忠信等現在に残される名作を演じ「まるで人形が生きているようだ」と評されるほどだった。
長年大坂竹本座の座頭として勤めたが、太夫との衝突も多く何度も退座、1759年には一門を引き連れて一座を建設を計画中の1760年に没。
作者として『恋女房染分手綱』を三好松洛と合作。
実子に初代吉田文吾（後の2代目文三郎）、2代目文吾。

## 2代目
（享保17年（1732年） - 寛政2年12月4日（1791年1月8日））
大阪の生まれ、祖父は初代三郎兵衛、父は初代文三郎。弟に2代目文吾。1746年に八太郎の名で「菅原」の菅秀才を遣い初舞台。1748年に初代文吾、1759年3月に父に従い竹本座を退座したが9月に復帰し「太平記・菊水之巻」の在兵衛と傾城玉川を遣って2代目三郎兵衛を襲名、1761年10月に2代目文三郎を襲名。1762年1月に上京し薩摩外記座に出演。いったん大坂に戻ったが1768年に江戸に再び出て肥後座に出演。この頃父の作家名2代目冠子を名乗る。1770年に薩摩外記座に再出演。同年父の追善興行で大坂に戻る。1790年11月の筑後座が最後の舞台であった。
景事、女方、立ち役に優れた。

## 3代目
（生年不詳 - 文政12年1月7日（1829年2月10日））
大阪の生まれ、2代目文三郎の門弟。初名を初代吉田千四。1779年7月に吉田千四の名で竹本政吉座が初舞台。1806年に大西芝居で座頭。1821年2月に大坂稲荷境内芝居で「伊賀越」政右ヱ門と平作を遣い3代目文三郎を襲名。
立役、二枚目、女方、荒物、敵役など芸が幅広かった。
実子2代目千四、初代吉田兵吉、2代目吉田文三の3人がいる。